# A Holocaust in Your Head
A Holocaust in Your Head ist das Debütalbum der englischen Hardcore-Punk- und Grindcore-Band Extreme Noise Terror. Es erschien im Frühjahr 1989 bei Head Eruption Records und erreichte Platz 7 der UK Indie Charts.

## Wissenswertes
Beim Songwriting ließ sich die Band hauptsächlich von Discharge und Disorder beeinflussen. Die erste Aufnahmen fanden 1987/1988 „in einer Scheune irgendwo auf dem Land in Suffolk“ statt, noch mit Mick Harris am Schlagzeug und produziert von Pete Davison von The Addicts. Mit dem Ergebnis war Extreme Noise Terror so unzufrieden, dass die Aufnahmen verworfen und nie offiziell veröffentlicht wurden. Das Album wurde insgesamt dreimal aufgenommen. Die zweite Aufnahme entstand, nachdem Mick Harris durch Tony Dickens von Doom ersetzt worden war, vom 18. bis 20. November 1988 in den Birdsong Studios in Worcester unter Leitung von Steve Bird. Die dritte und geläufigste Aufnahme fand im Jahr 1991 statt.
Mit We, the Helpless befindet sich eine Coverversion der relativ unbekannten japanischen Hardcore-Band Kuro auf dem Album.
Veröffentlicht wurde A Holocaust in Your Head von Lawrence Bell, einem Freund der Band, auf seinem gerade gegründeten Independent-Label Head Eruption Records im Frühjahr 1989. Seitdem wurde es mehrfach wiederveröffentlicht. Im Jahr 2010 erschien das Album in einer neu abgemischten Version, die jedoch nahezu identisch wie der ursprünglich veröffentlichte Mix klingt.

## Rezeption
Das Album wird zu den wegweisenden Veröffentlichungen des Grindcore gezählt. Ian Christe führt es in seiner Liste der wichtigsten Alben dieses Genres der 1980er Jahre, Albert Mudrian zählt es zu den essentiellen Alben des Grindcore. Jan Jaedike vom Rock Hard nennt A Holocaust in Your Head eine der „Initialzündungen der zweiten britischen Harcore-Punk-Welle“ und charakterisiert die Musik als „brillant dilettantisch“. Das Onlinemagazin metal.de meint, dass Extreme Noise Terror mit dem Album ein sehr wichtiges Crust-Album herausgebracht hätte, wenngleich die Produktion „blechern und etwas kraftlos“ wirke. Die Musik sei von rasend schnellen D-Beats und dem hasserfüllten Wechselgesang von Phil Vane und Dean Jones gekennzeichnet und enthalte zahlreiche Hits der Gruppe, insbesondere die „Vegetarier-Hymne“ Murder.

## Titelliste
1. Statement – 2:02
2. Deceived – 1:58
3. Take the Strain – 1:11
4. Conned Through Life – 1:13
5. We the Helpless – 0:49
6. Show Us You Care – 2:59
7. Innocence to Ignorance – 1:26
8. Use Your Mind – 2:03
9. Murder – 2:08
10. Another Nail in the Coffin – 1:35
11. Raping the Earth – 1:25
12. Bullshit Propaganda – 1:55
13. If Your Only in It for the Music (S.O.D. Off!) – 2:02